# Bruno Fagnoul
Bruno Fagnoul (* 11. Juni 1936; † 24. November 2023) war ein belgischer Politiker (PFF). Er war der erste Ministerpräsident der Deutschsprachigen Gemeinschaft.
Fagnoul amtierte nach der föderalen Reform in Belgien von 1984 bis 1986 als Unterrichtsminister und Ministerpräsident in der Regierung der Deutschsprachigen Gemeinschaft.
In Raeren übernahm er von 1989 bis 2001 das Amt des Bürgermeisters.